# Désiré Van Monckhoven
Désiré Charles Emanuel Van Monckhoven (Gent, 25 september 1834 – aldaar, 25 september 1882) was een Belgisch chemicus, natuurkundige en onderzoeker op het gebied van de fotografie. Hij ontwikkelde verschillende nieuwe fotografische technieken en schreef daarnaast meerdere boeken, die behoren tot de vroegste standaardwerken over dit onderwerp. Hij schreef in het Frans maar zijn boeken werden vertaald naar onder meer het Engels.
Hij staat er vooral om bekend  dat hij er in 1879 in slaagde de gevoeligheid van emulsies te verhogen  door toevoeging van ammoniak. 
Na zijn overlijden zette zijn vrouw, Hortense Tackels zijn bedrijf in fotografisch materiaal verder en kende de fabriek een aanzienlijke uitbreiding.

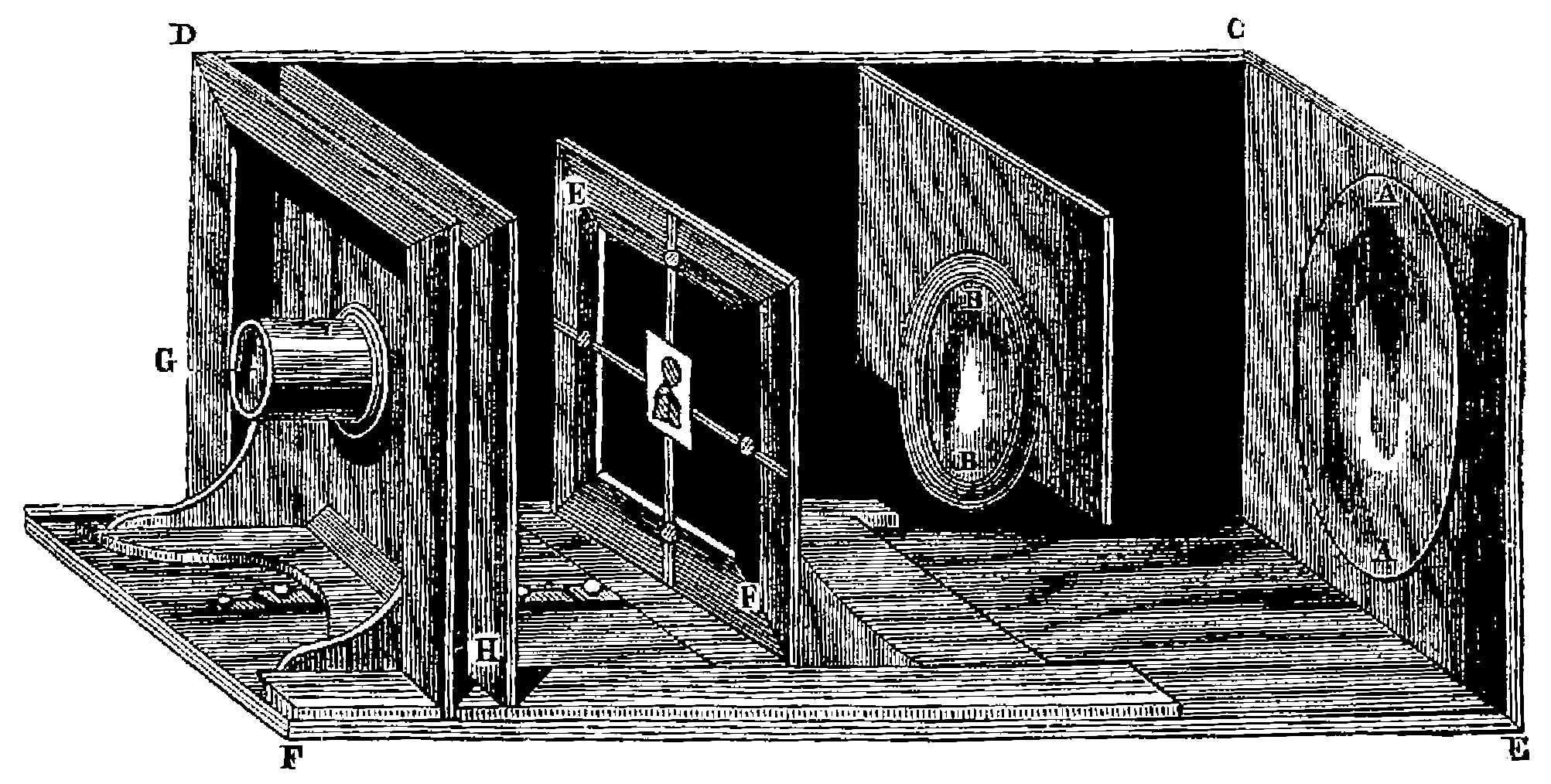
Een van de uitvindingen van Van Monckhoven: een vergroter
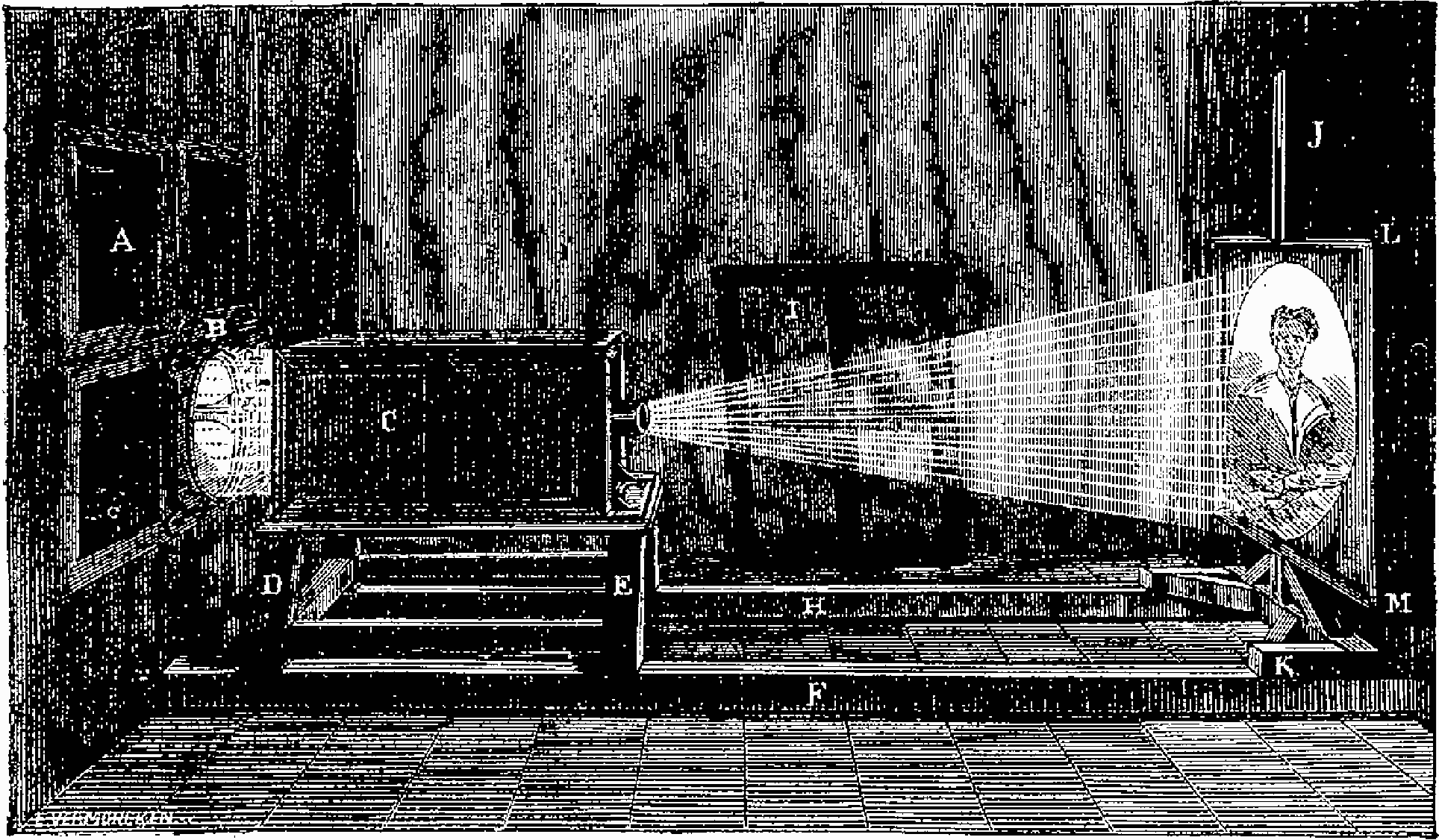
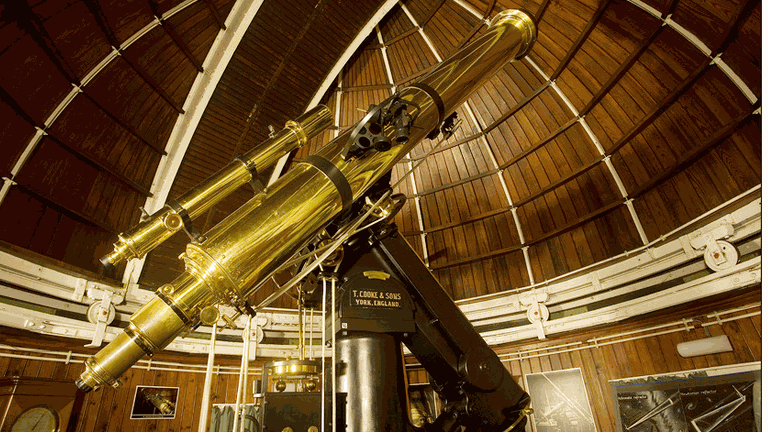
De telescoop die Van Monckhoven kocht en die werd afgeleverd in het jaar van zijn dood

## Publicaties
- 1857 – Méthodes simplifiées de photographie sur papier Parijs : Marion. OCLC 16973778
- 1858 – Procédé nouveau de photographie sur plaques de fer: et notice sur les vernis photographiques et le collodion sec Parijs, A. Gaudin. OCLC 7011879
- 1862 – Traité populaire de photographie sur collodion. Parijs, Lieber. OCLC 17454826 (Digitale versie)
- 1863 – A Popular Treatise on Photography: also A description of, and remarks on, The stereoscope and photographic optics (vertaald door W.H. Thornthwaite) London, Virtue Brothers. OCLC 17368038 excerpt transcription
- 1867 – Photographic Optics; Including the Description of Lenses and Enlarging Apparatus. London, Robert Hardwicke. OCLC 5332903 – herdrukt Arno Press, New York. ISBN 978-0-405-09624-2 OCLC 4642259

- Biblioteca Nacional de España: XX1369516
- Bibliothèque nationale de France: cb13738335t (data)
- Catàleg d'autoritats de noms i títols de Catalunya: 981058518819106706
- Digitale Bibliotheek voor de Nederlandse Letteren: monc014
- Gemeinsame Normdatei: 1102252468
- International Standard Name Identifier: 0000 0001 1573 2018
- Library of Congress Control Number: n79011120
- Nationale Bibliotheek van Tsjechië: xx0185962
- Nederlandse Thesaurus van Auteursnamen: 073674915
- PIC: 313630
- RKD-Nederlands Instituut voor Kunstgeschiedenis: 384011
- LIBRIS: 283504
- Système universitaire de documentation: 066896460
- Virtual International Authority File: 66644135
- WorldCat: E39PBJckVDDYQk6JVTk8Qfr6rq